# Euphorbia ambovombensis
Espèce
Statut de conservation UICN

 VU D2 : Vulnérable
Statut CITES
Euphorbia ambovombensis est une espèce de plantes à fleurs de la famille des Euphorbiaceae, endémique de Madagascar, menacée par la réduction de son habitat et classée « vulnérable » (VU) par l'Union internationale pour la conservation de la nature.